# Société d'Aix
La Société d'Aix est une compagnie minière qui a exploité la houille à Liévin dans le Bassin minier du Nord-Pas-de-Calais. Fondée le 1er janvier 1859, la Société d'Aix effectue plusieurs sondages et avait auparavant commencé le 17 mai 1858 les travaux de creusement d'une fosse d'un diamètre de 4,10 mètres à Liévin. La production est assez satisfaisante : la société produit 66 831 hectolitres en 1861 et 148 300 hectolitres en 1862, soit un ensemble de 215 131 hectolitres. Mais un décret impérial institue le 15 septembre 1862 la concession de Liévin qui interdit de fait la Société d'Aix de poursuivre ses travaux. Elle poursuit cependant l'exploitation de sa fosse jusqu'au 19 février 1863. C'est ce que constate, pour le regretter, un jugement du tribunal de Béthune en date du 1er avril suivant, qui condamne le directeur de cette société à 200 francs d'amende pour « délit d'exploitation d'une mine dont la concession a été accordée à une autre société ». S'ensuivent des procès, qui finalement donnent raison à la Compagnie des mines de Liévin. Celle-ci rachète la fosse et ses dépendances pour 237 977,94 francs en 1868. La Société d'Aix paye ensuite ses créanciers et est liquidée.
Cependant, les résultats ne sont pas à la hauteur des espérances, et la Compagnie des mines de Liévin abandonne l'extraction à la fosse no 2 en 1876, elle assure alors l'aérage pour la fosse no 1 - 5. La fosse no 2 est réutilisée en 1904 pour assurer l'aérage de la fosse no 5 - 5 bis des mines de Liévin. Des cités-jardins sont construites autour de la fosse. C'est le seul puits de la Compagnie à ne pas avoir été détruit durant la Première Guerre mondiale. La fosse no 2 cesse l'aérage des travaux des autres fosses en 1936, date à laquelle ses 601,50 mètres sont remblayés. Les installations sont ensuite démolies. Le coron construit par la Société d'Aix est détruit en 1993. Au début du XXIe siècle, Charbonnages de France matérialise la tête de puits et y installe un exutoire de grisou, le puits est sous surveillance du BRGM.

## Historique

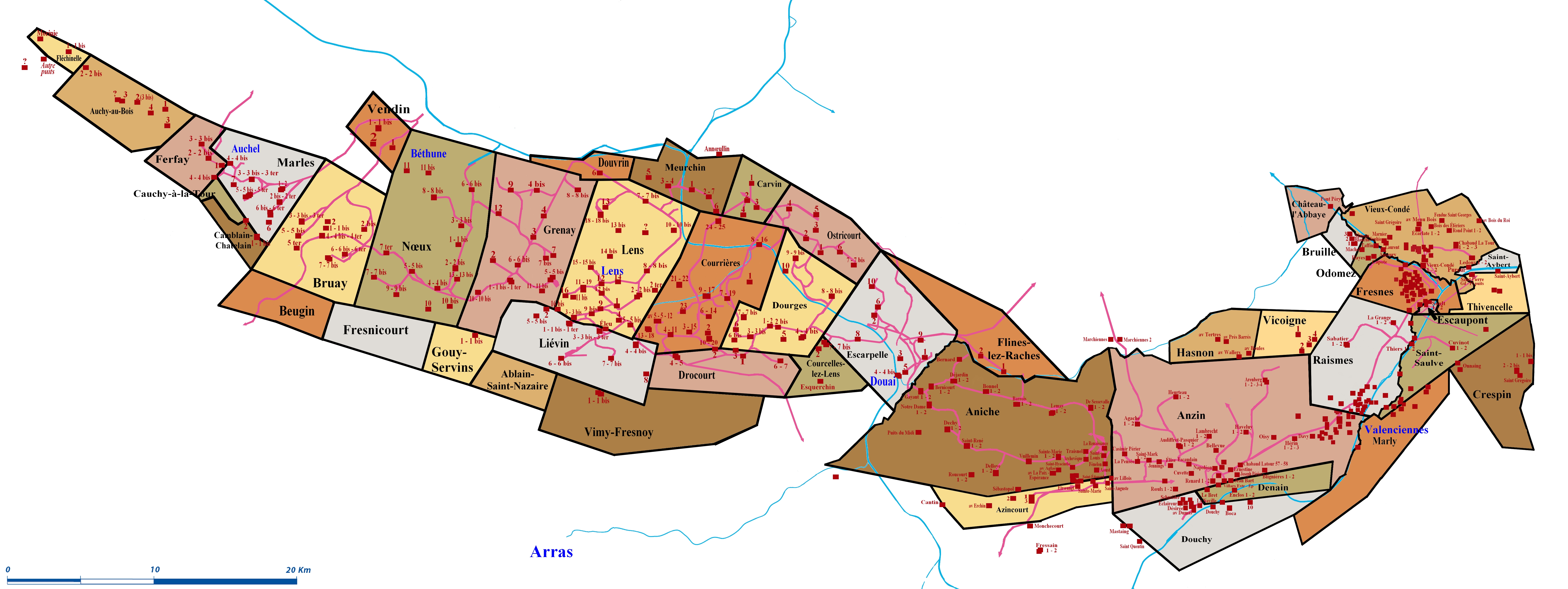
Dans sa partie occidentale, le bassin minier s'infléchit vers le nord en direction du bassin du Boulonnais.

Le Bassin minier du Nord-Pas-de-Calais a pendant longtemps été exploité uniquement dans sa partie orientale située dans le département du Nord, à l'exception du Boulonnais où le charbon est grappillé dans de petites exploitations. La Compagnie des mines d'Anzin était alors l'une des rares compagnies à exploiter avec succès la houille. Des recherches ont cependant eu lieu régulièrement dans le but de découvrir le prolongement du bassin. Ainsi, la Compagnie Wuillaume-Turner a été la première à orienter ses recherches dans le Pas-de-Calais vers 1763 - 1765,, mais ses puits ont été implantés beaucoup trop au sud de la formation houillère, sur la même longitude que les mines d'Anzin.
D'autres compagnies comme celles d'Hasnon, Vicoigne, Aniche et Azincourt exploitent vers 1840 des terrains situés plus au nord, et plus à l'ouest de la concession d'Anzin. En 1846, M. Soyez découvre la houille au-delà de la concession d'Aniche et ouvre l'année suivante une fosse à Roost-Warendin et fonde la Compagnie des mines de l'Escarpelle. Il y a confirmation que le bassin minier se poursuit vers le Pas-de-Calais. En 1841, Mme De Clercq effectue un sondage à Oignies, qui met en évidence la présence de houille. Il s'ensuit la création de la Compagnie des mines de Dourges.
Dès lors, les recherches s'intensifient et la majeure partie des compagnies du Pas-de-Calais émerge entre 1850 et 1860. Dans les environs de Liévin, la future Compagnie des mines de Lens commence à faire des sondages à partir de 1849 à Annay, puis à Lens. La future Compagnie des mines de Béthune effectue des sondages quelques kilomètres au nord de Liévin à partir de 1850. Ces deux compagnies obtiennent leur concession le 15 janvier 1853,, le nord de Liévin est concédé. M. Deferriez installe le 28 mars 1858 un premier sondage à Liévin, au sud de la concession de Lens. Ce sondage est abandonné, par suite d'accident, à 124 mètres. Un deuxième sondage, no 55, est commencé en juin, à l'ouest du premier. Il rencontre la houille à 134,70 mètres. Il s'ensuit la création de la Compagnie des mines de Liévin, dont la concession n'est accordée que le 15 septembre 1862 au détriment de la Société d'Aix.

### Première Société de recherches
Par acte sous seing privé du 1er janvier 1859, une société est formée à Béthune, sous l'inspiration de M. Calonne, pour la continuation des recherches qu'il a déjà entreprises, sur les territoires d'Angres et de Liévin. Cette société a pris le nom de Société d'Aix, elle est parfois également nommée Société d'Aix-Noulette en référence à la commune d'Aix-Noulette. Son siège social est à Béthune. Le capital est fixé à 17 000 francs, représenté par 34 actions de 500 francs. M. Calonne fait apport à la société des travaux exécutés et d'un sondage en voie d'exécution sur Bully, et pour cet apport, il lui est alloué six actions entièrement libérées, destinées à rémunérer les personnes qui lui ont indiqué les points favorables pour les recherches.
En outre, moyennant les 14 000 francs restants, M. Calonne entreprend l'exécution du sondage commencé, jusqu'à la découverte de la houille, ou jusqu'à 160 mètres au moins. La houille découverte, ou la profondeur de 160 mètres atteinte, une assemblée générale a décidé le parti à prendre.

### Deuxième Société de recherches
Trois mois et demi après sa constitution, la société est liquidée après avoir dépensé 33 400 francs, et est reconstituée sous une nouvelle forme, par acte des 17 et 18 avril 1859. Le but de la nouvelle société est la recherche de la houille au midi et au levant de la concession de Bully-Grenay. Le capital social est fixé à 40 500 francs, divisé en 81 actions d'une valeur nominale de 500 francs chacune, mais représentant une valeur effective de 9 400 francs seulement. 74 actions ne sont soumises qu'à un versement de cent francs ; six autres à un versement de 333,33 francs, souscrites par M. Calonne et la 81e, complètement libérée, est attribuée au maître-sondeur Giver. Après les découvertes effectuées par les sondages, la société se transforme en société d'exploitation les 4 et 6 août 1859 ou le 14 août,.

### Statuts de la Société d'exploitation

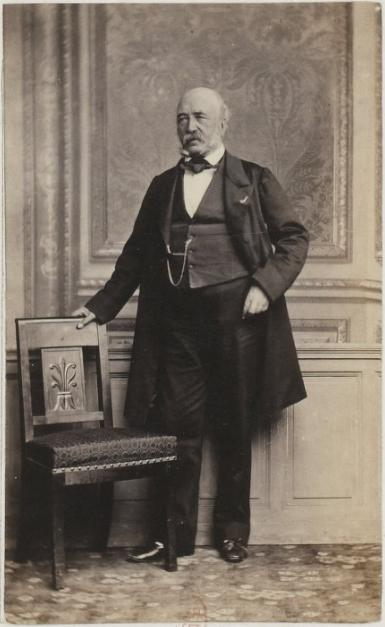
Louis Belmontet, président de la Société d'Aix.

La Société est purement civile. Sa dénomination est Société houillère d'Aix, et son siège social est situé à Béthune. Le capital est fixé à 2 500 000 francs, divisé en 5 000 actions de 500 francs.
Il est attribué aux fondateurs, pour apport de leurs travaux et découvertes, droits d'invention… 1 296 actions libérées. De plus, 124 actions libérées sont mises à la disposition du conseil d'administration pour récompenser les services rendus. Les 3 580 actions restantes ont à payer 500 francs chacune. Il en est émis de suite 1 000, dites actions de roulement, dont 486 sont immédiatement souscrites par les comparants. La société est administrée par un conseil de cinq membres nommés par l'assemblée générale. Chaque membre doit posséder au moins quinze actions. L'assemblée générale se compose de tous les propriétaires d'au moins cinq actions. Elle nomme les administrateurs et les vérificateurs des comptes. Une publication autographiée de ces statuts, accompagnée d'une carte et d'un prospectus, a été répandue dans le public. Cette publication est considérée par l'administration des Mines comme un procédé de la société pour induire le public en erreur, et elle lui en fait un grand grief. La société prétend qu'elle est exclusivement l'œuvre d'un actionnaire qui l'a publiée sous sa responsabilité et dans son intérêt.
Le poète Louis Belmontet est à la tête de la Société d'Aix. Il est représentant du Tarn-et-Garonne au Corps législatif. Il a pu entrer au conseil d'administration de la société grâce à un article des statuts qui donne la possibilité d'attribuer des actions à titre gratuit à des personnalités pouvant être utiles à la société et à ses intérêts, douze parts sur 324 lui ont été accordées. Il a été choisi pour ses états de service bonapartistes qui sont l'opposé de ceux de Germain-Joseph Delebecque, président de la Compagnie de Liévin, qui est connu pour être un orléaniste, ce dernier a dû l'essentiel de sa carrière à la Monarchie de Juillet, pour laquelle il a été un haut fonctionnaire et un candidat fidèle. Ainsi, l'opposition entre ces deux hommes est telle que chaque compagnie voit ses intérêts bien défendus.

### Demande de concession
Après les découvertes faites au midi des concessions de Lens et de Bully-Grenay, les sociétés de Lens et de Liévin ont formé des demandes en concession, la première le 3 novembre 1857, la seconde les 3 avril, 26 mai et 24 août 1858. La Société d'Aix fait opposition à ces demandes, et forme elle-même, le 19 novembre 1859, une demande de concession sur 713 hectares.
Toutes ces demandes, ainsi qu'une demande en extension de concession de la Compagnie de Bully-Grenay, ont été l'objet d'une longue instruction qui a été complètement défavorable à la Société d'Aix. Les rapports de l'administration des Mines établissent qu'à la fin de mai 1861, la Société d'Aix a exécuté sept sondages, dont quatre sont tombés sur le terrain négatif, trois ont trouvé le terrain houiller, et deux de ces derniers seulement, nos 303 et 61, ont constaté la houille, elle a ouvert une fosse à 180 mètres au sud de la concession de Bully-Grenay, et l'a poussée jusqu'à la profondeur de 163 mètres et y a traversé trois veines de 70 et 80 centimètres. Elle a, suivant sa déclaration, dépensé alors 472 431 francs, dont 66 329 francs pour les sondages et le reste pour la fosse.
Les mêmes rapports font ressortir l'inutilité des travaux de la Société d'Aix au point de vue de la délimitation des terrains comprenant la formation houillère à concéder. Les deux sondages positifs, nos 303 et 61, exécutés postérieurement à ceux des Compagnies de Lens et de Liévin, sont situés à la faible distance de 18 et de 155 mètres de la limite de la concession de Bully-Grenay ; ils n'ont donc rien ajouté aux connaissances acquises par les travaux des autres compagnies sur l'étendue des terrains concessibles.
Ces rapports concluent donc que la Société d'Aix est sans titre pour obtenir une portion quelconque du terrain houiller disponible. Ces conclusions sont adoptées par le Conseil général des Mines le 31 mai 1861, et par la section des travaux publics du Conseil d'État.
Au moment où l'assemblée générale de ce dernier corps allait être appelée à délibérer, les administrateurs de la Société d'Aix demandent, en novembre 1861, au Ministre qu'il soit procédé à une instruction supplémentaire. En même temps, une supplique, écrite par Louis Belmontet, est adressée à l'Empereur Napoléon III avec une note, dont voici quelques extraits :

« Sire, il va se commettre une injustice des plus graves. Nous prenons la liberté de la signaler au suprême bon sens de votre Majesté. On va nous déposséder d'une mine houillère établie depuis deux ans, qui a coûté 750 000 francs, qui emploie 300 ouvriers logés dans ses propres constructions et qu'on va réduire à la misère à l'entrée de l'hiver. On va irriter toute la population de Béthune. Sire, et tout cela au profit d'une Compagnie Orléaniste dont le chef a employé toutes les intrigues pour obtenir notre dépossession. Nous demandons un sursis et un supplément d'instruction, Sire, justice, c'est la force de votre popularité. Non, l'Empereur ne peut pas permettre la plus déplorable des injustices, la plus contraire aux intérêts de l'État, aux idées de sa Majesté elle-même. On va nous dépouiller. Il y a une coalition préméditée d'orléanisme dans tout cela. »

Puis viennent des accusations, des attaques contre les membres de l'administration des Mines dont « les rapports sont erronés, inexacts ». Louis Belmontet accuse ainsi d'incompétence et de mauvaise foi Sens, l'ingénieur en chef du Nord, Boudousquié et l'inspecteur général Levallois.

« Le refus de concession serait une calamité publique dans l'arrondissement de Béthune, et cet événement pourrait occasionner les plus grands désastres. 750 000 francs complètement perdus ! Cette perte considérable répartie sur toutes les classes de la société, qui, appréciant au point de vue ordinaire des masses, imputeraient leurs malheurs au gouvernement et à l'Empereur lui-même ! La mise en faillite d'un immense établissement florissant et prospère ! 250 à 300 ouvriers et leurs familles, soit 1 500 à 2 000 malheureux jetés sans travail dans la misère en plein hiver ! »

L'instruction supplémentaire demandée a été accordée. Mais elle n'a pas été favorable à la Société d'Aix. Les divers rapports produits concluent tous au rejet de sa demande de concession. Le Conseil général des Mines adopte, le 4 juillet 1862, la même conclusion, qui a été adoptée par le Conseil d'État et par le ministre. Cette décision est due, au moins en partie, au fait que Louis Belmontet a tenté d'entacher la réputation du corps des Mines.

La Société d'Aix a fait valoir un motif ingénieux en faveur de l'octroi d'une nouvelle concession : 

« Pendant longtemps, la science a cru qu'en dessous du calcaire, il n'existait pas de charbon. Ce vieil axiome a reçu plusieurs démentis, notamment dans le bassin du Boulonnais où l'on a trouvé le charbon en dessous du marbre Napoléon. Et aujourd'hui il est reconnu qu'au midi, dans le bassin du Pas-de-Calais, une couche de calcaire recouvre une certaine étendue de charbon. C'est ainsi que la Société de Camblain-Chatelain est tombée sur le charbon après avoir traversé 35 mètres de terrain négatif et ouvre à l'heure qu'il est une avaleresse en plein calcaire. Il doit en être de même de la Société d'Aix qui, ayant découvert un kilomètre et demi à deux kilomètres de charbon, a l'espoir, sinon la certitude, d'en découvrir autant et plus par galeries souterraines. »

Ce raisonnement, qui a alors été combattu par l'Administration des Mines, a trouvé, depuis 1859, une confirmation sur plusieurs points de la limite méridionale du bassin, notamment à Bully-Grenay, à Méricourt, à Drocourt, à Courcelles-lès-Lens, à Ferfay et à Auchy-au-Bois. Il est bien avéré que le terrain dévonien et le calcaire carbonifère, par l'effet d'une faille de glissement, viennent recouvrir sur ces points et sur une certaine étendue, la formation houillère, dont le dépôt est cependant postérieur à celui des formations plus anciennes de calcaire carbonifère et de terrains dévoniens.

## Données financières

### Indemnité réclamée à la Compagnie de Liévin

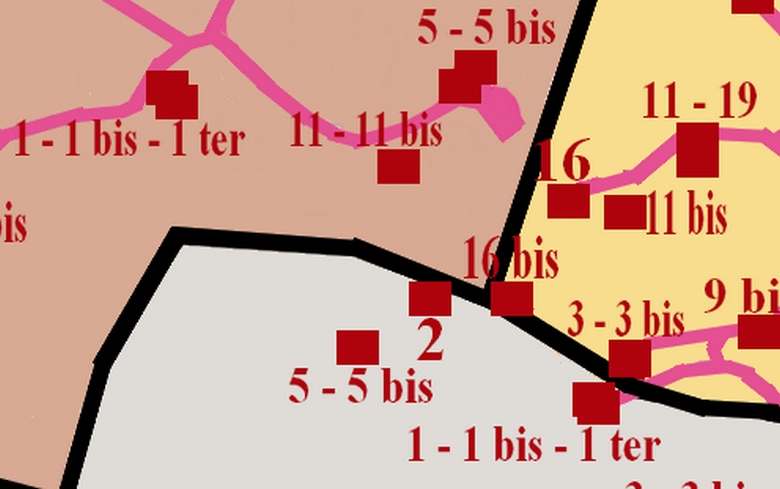
La fosse d'Aix, devenue no 2 de Liévin, est située à proximité des limites de trois concessions, ce qui limite en grande partie son champ d'exploitation.
Concession de Grenay
Concession de Lens
Concession de Liévin

Le décret du 15 septembre 1862, qui institue la concession de Liévin a mis la Société d'Aix dans la nécessité de suspendre ses travaux. Les terrains de la fosse d'Aix sont désormais situés dans la concession de Liévin. Le décret attribue aussi une extension de concession de 51 hectares à la Compagnie des mines de Lens, de manière qu'elle puisse conserver sa fosse no 3 établie sur le territoire de Liévin. Cependant, la Société d'Aix continue son exploitation jusqu'au 19 février 1863, ainsi que le constate un jugement du tribunal de Béthune en date du 1er avril suivant, qui condamne le directeur de cette société à 200 francs d'amende pour « délit d'exploitation d'une mine, dont la concession a été accordée à une autre société ».
Aucune indemnité n'a été accordée à la Société d'Aix dans le décret de concession du 15 septembre 1862 ; il ne reste à la dite société qu'à chercher à obtenir de la Compagnie de Liévin la reprise de sa fosse, et de ses divers travaux, comme travaux utiles. Invoquant l'article no 46 de la loi du 21 avril 1810, relatif aux questions d'indemnités à payer par les propriétaires de mines à raison des travaux antérieurs à l'acte de concession, elle se pourvoit le 4 janvier 1864 devant le Conseil de préfecture pour réclamer à la Compagnie de Liévin une indemnité de 237 500 francs, importance des sommes, en capital et intérêts, qu'elle a dépensées en travaux utiles, dit-elle.
Le Conseil de préfecture nomme le 12 mai 1864 trois experts, Messieurs Daubrée, Dusouich et Linder pour constater « s'il serait dû par la Compagnie de Liévin une indemnité à la Compagnie d'Aix à raison de l'utilité que la Compagnie de Liévin pourrait retirer, soit des recherches faites, soit des constructions exécutées, soit du matériel délaissé par la Compagnie d'Aix, en un mot, de tous les travaux et dépenses effectués par cette dernière, et dans l'affirmative d'évaluer la quotité de la dite indemnité ». Les experts, dans leur rapport du 28 janvier 1865, concluent à ce qu'il soit payé par la Compagnie de Liévin à la Compagnie d'Aix la somme de 230 000 francs.
Le Conseil de préfecture, s'appuyant sur de nouveaux rapports des Ingénieurs des Mines, adopte un moyen terme entre les chiffres d'évaluation présentés par les experts et ceux proposés par les ingénieurs, et fixe, le 4 novembre 1865, à 143 455,84 francs seulement l'indemnité à payer par la Compagnie de Liévin à la société d'Aix.
Celle-ci se pourvoit, en 1866, devant le Conseil d'État contre cet arrêté, et maintient sa première réclamation d'indemnités, sauf distraction de quelques dépenses rejetées avec raison par les experts. Son pourvoi est rejeté, et l'arrêté du Conseil de préfecture confirmé par décision du 26 décembre 1867.
À la suite de ces décisions, intervient le 15 février 1868 une convention entre la Compagnie de Liévin et la Société d'Aix qui règle de la manière suivante l'indemnité à payer par la première à la seconde : 143 455,84 francs pour indemnité de travaux, déduction faite du bénéfice réalisé par la Société d'Aix par l'extraction de la houille, fosse d'Aix, agrès et annexes, construction et terrain ; 9 000 francs pour frais de sondage, 900 francs par mois pour frais d'entretien à partir du décret de concession jusqu'au jour ou la remise sera faite ; Les intérêts des sommes dues par la Société de Liévin au 4 janvier 1864, date de l'introduction de l'instance… lesdites sommes montant ensemble à 237 977,94 francs. Le paiement de cette indemnité ayant été effectué, la Compagnie de Liévin a pris possession de la fosse d'Aix.

### Emprunt
En juin 1861, la Société d'Aix se fait ouvrir au sous-comptoir du Commerce et de l'Industrie un crédit de 150 000 francs, contre ses propres billets à échéance de trois mois et renouvelables. C'est un véritable emprunt contracté au taux de 6 %, et avec commission de 0,5 % pour 90 jours, soit à l'intérêt de 8 % par an, pour deux années, finissant en juin 1863. En garantie de cette ouverture de crédit, la Société d'Aix donne hypothèque au dit sous-comptoir sur trois hectares 27 ares de terrain qu'elle possède à Liévin, vingt maisons d'ouvriers construites, et vingt autres en construction, son puits, ses travaux et enfin tout son matériel considéré comme immeuble par destination. En même temps, tous les actionnaires de la Société d'Aix se portent solidairement garants dudit emprunt.
Le remboursement de l'emprunt n'a pas été effectué à la date prévue par le traité ; aussi, en octobre 1863, le sous-comptoir fait commandement à l'un des actionnaires de la Société d'Aix d'avoir à lui faire immédiatement ce remboursement. Les actionnaires qui se sont portés solidairement garants de l'ouverture de crédit au comptoir du Commerce et de l'Industrie, payent en 1864 la somme due par la Société au dit comptoir, soit 165 179 francs en principal et intérêts, et se substituent dans l'hypothèque qu'il a prise. Ces actionnaires ont été remboursés ensuite sur le produit de la vente des immeubles et de la fosse.

### Liquidation de la Société
Le comptoir du Commerce et de l'Industrie n'est pas le seul créancier de la Société d'Aix. Lorsqu'il a été remboursé de son prêt, un fournisseur obtient par jugements du tribunal de Béthune des 30 mars et 4 mai 1865, la saisie et la mise en vente aux enchères d'une partie des biens de la Société. C'est ainsi qu'à la fin de 1865, il est vendu des terrains, quarante maisons d'ouvriers (achetées par la Compagnie de Liévin) et différentes pièces de matériel pour environ 62 150 francs.
La reprise de la fosse d'Aix et de ses agrès par la Compagnie de Liévin a eu lieu moyennant 237 977,94 francs, soit un ensemble de 300 127,94 francs. Telle est la somme totale qui entre dans la caisse de la Société d'Aix lors de sa liquidation. Cette somme a servi à payer les créanciers et les actionnaires qui ont remboursé le prêt du sous-comptoir du Commerce et de l'Industrie.

### Dépenses faites
Dans la demande que les administrateurs de la Société d'Aix adressent en 1864 au Conseil de préfecture, de remboursement par les Compagnies de Lens et de Liévin des dépenses faites en travaux utiles, ils fixent à 1 120 614 francs les frais et dépenses faites par la dite société dans le périmètre qu'elle a exploré. Ce chiffre a été réduit par les experts à 1 101 367,24 francs, d'après le relevé qu'ils ont fait sur les livres, et dans cette somme se trouvent compris 164 556,70 francs dépensés en frais d'émission d'actions, d'emprunt, d'administration…
Dans les dépenses figurent nominativement 66 155 francs pour huit sondages, 377 809 francs pour la fosse d'Aix et ses accessoires, 35 850 francs pour les bowettes et les galeries à travers bancs (573 mètres), 72 714 francs pour le matériel autre que celui d'extraction et les approvisionnements, 164 556,70 francs pour les frais d'émission d'actions, d'emprunts, d'administration, soit 717 084,70 francs. Il aurait donc été dépensé en outre pour acquisition de terrains, construction de quarante maisons, chemin de fer, matériel divers… 403 529,30 francs, soit un total de 1 120 614 francs. Mais la Société a fait quelques bénéfices sur les 215 131 hectolitres qu'elle a extrait de veines épaisses, ne donnant lieu qu'à des frais d'exploitation très réduits, et fournissant un charbon de bonne qualité.
En réalité, la Société d'Aix n'a eu à sa disposition pour faire face aux dépenses de son entreprise que 40 500 francs, les fonds fournis par les première et deuxième sociétés de recherches, le versement de 1 000 actions de 500 francs émises par la Société d'exploitation, soit 500 000 francs et l'emprunt au sous-comptoir du Commerce et de l'Industrie à hauteur de 150 000 francs, soit un total de 690 500 francs.
La vente des terrains, maisons… et de la fosse d'Aix ont produit 300 127,94 francs, soit un ensemble de 990 627,94 francs. Les dépenses de l'entreprise ayant été de 1 120 614 francs, il reste 129 986,06 francs qui ont dû être fournis, pour la plus grande partie, par les bénéfices sur l'exploitation. En l'absence de comptes plus précis, on peut admettre que les actionnaires de la Société d'Aix ont perdu environ 600 000 francs.

## Sondages
Un premier sondage est effectué à Angres-Liévin (no 304) en 1858, il est dénommé Sondage d'Angres-Liévin no 1. La Compagnie prétend, dans un exposé accompagnant un extrait des statuts, y avoir trouvé le terrain houiller, et ajoute que sans s'attacher à y découvrir la houille, parce que les couches traversées sont droites, elle l'abandonne pour se reporter à trois kilomètres au nord-ouest. D'après d'autres indications, beaucoup plus vraisemblables, ce sondage aurait rencontré les schistes rouges dévoniens, qui auraient été atteints à la profondeur de 123,65 mètres, et le sondage aurait atteint la profondeur de 160,05 mètres.
Un deuxième sondage, no 303, dit premier sondage de Liévin, placé au nord du premier, rencontre le terrain houiller et traverse deux couches de houille. Il est exécuté en 1859, à 155 mètres au sud de la concession de Grenay. Le sondage traverse deux couches de houille, épaisses de 32 et quinze centimètres et respectivement situées aux profondeurs de 122,22 et 141,49 mètres. Ces résultats ont été constatés par l'ingénieur des mines. Le sondage a atteint la profondeur de 146,49 mètres.
Un troisième sondage, no 61, exécuté à l'ouest du précédent, découvre aussi trois couches de houille. Il est effectué en 1859 à 18 mètres au sud de la concession de Grenay, et porte le nom de deuxième sondage de Liévin. Le terrain houiller est atteint à la profondeur de 127,09 mètres, et les trois couches de houille sont respectivement épaisses de 72, 62 et 180 centimètres. Il a été arrêté à la profondeur de 158,35 mètres.
Le sondage no 60, dit sondage de Liévin, exécuté en 1859, a atteint les schistes argileux carbonifères. Le sondage no 305, aussi dénommé sondage de Liévin, et exécuté la même année, aurait d'après la société atteint le terrain houiller à la profondeur de 128,50 mètres, et aurait trouvé une couche de houille de 25 à 28 centimètres de puissance à 136 mètres. Il a été abandonné à 140 mètres à la suite d'un accident. Le sondage no 306, dit sondage de Bully-Grenay, a atteint les schistes rouges dévoniens, il est compris dans la dernière extension de la concession de Bully-Grenay survenue le 21 juin 1877,. Enfin, le sondage no 307, dit sondage de Liévin, a été exécuté en 1860 et a atteint les schistes rouges dévoniens.

## Fosse d'Aix
50° 25′ 53″ N, 2° 45′ 17″ E

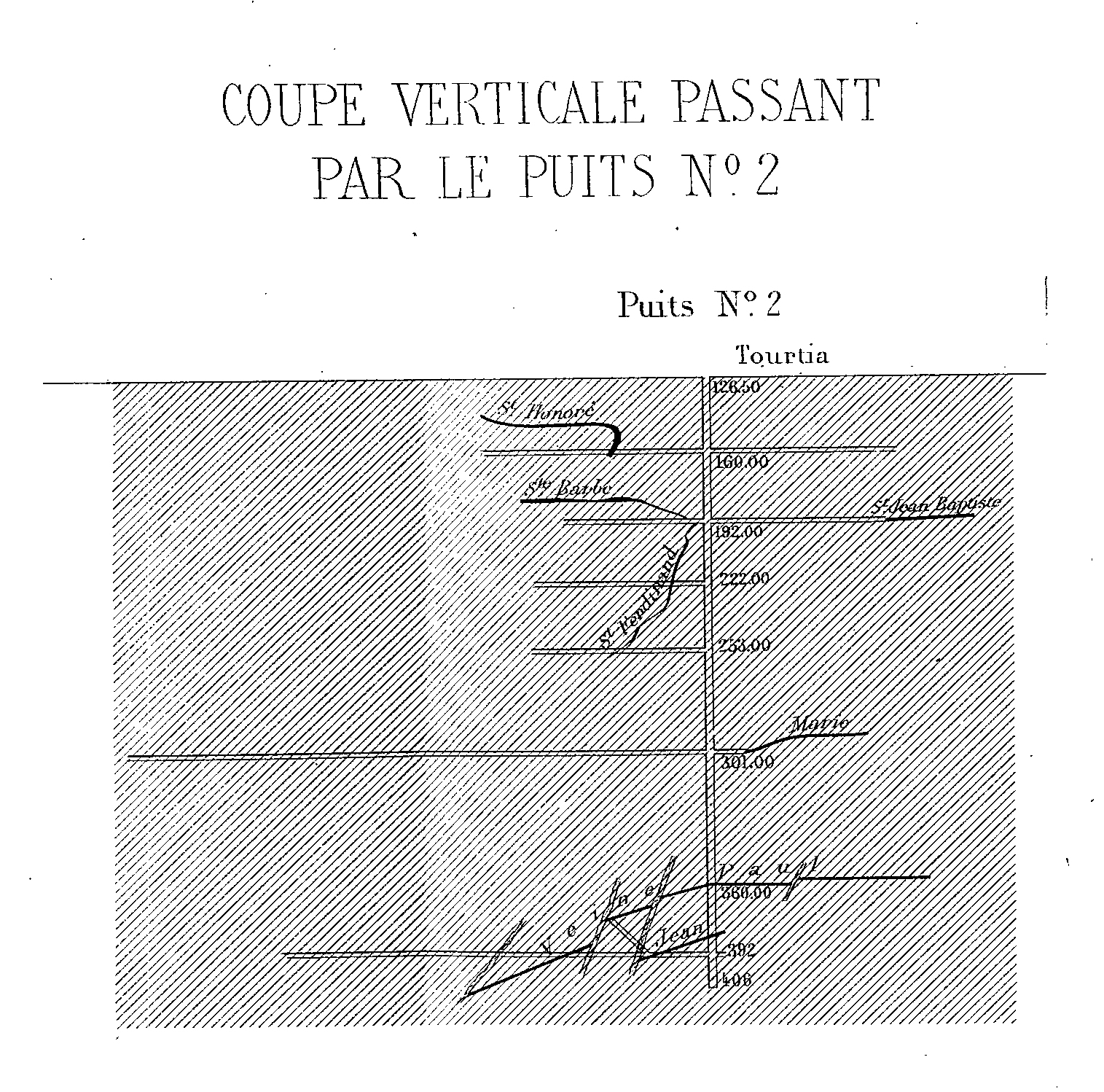
Coupe verticale passant par le puits no 2 vers 1880, après son rachat par la Compagnie de Liévin.

Le 1er octobre 1859, la nouvelle société ouvre une fosse, commencée le 17 mai 1858 et qui atteint la houille à 126 mètres le 28 juillet. Elle est située à cent mètres au plus de la concession de Grenay, et le diamètre utile du puits est de 4,10 mètres,. Le fonçage s'effectue par le procédé à niveau vide,. Le cuvelage est en bois, il est surmonté de dix mètres de cercles en fonte. Le puits est cuvelé de la profondeur de vingt mètres jusqu'à 110,70 mètres. En moins d'une année cette fosse atteint le charbon. Le niveau a été passé sans qu'on ait eu besoin d'autre machine pour l'épuisement des eaux que la machine d'extraction horizontale de 25 chevaux, qui sert aussi à l'extraction des déblais. L'épuisement des eaux se fait à l'aide de bennes à eau.
Avant d'arriver à 160 mètres, profondeur à laquelle un accrochage a été établi, le puits a traversé trois veines de houille, dont deux de 80 centimètres et une de 70 centimètres. Les bowettes ouvertes à cet accrochage et à celui de 192 mètres constatent autour de la fosse des terrains très irréguliers ; mais un peu plus loin, trois veines, dont l'une nommée Saint-Honoré au sud, et l'autre dite Saint-Jean-Baptiste au nord, présentent sur certains points des renflements considérables, six mètres dans la première et 1,80 mètre dans la seconde, suivis d'étranglements.
L'exploitation de ces grandes couches a été assez fructueuse, malgré une exploitation difficile, et fournit 66 831 hectolitres soit 5 681 tonnes en 1861 et 148 300 hectolitres soit 12 606 tonnes en 1862, soit un ensemble de 215 131 hectolitres ou 18 287 tonnes. Le charbon est de bonne qualité, et son écoulement facile. L'extraction cesse le 19 février 1863, les travaux sont ensuite régulièrement entretenus jusque février 1868, date à laquelle la Compagnie de Liévin en prend possession après le payement d'une indemnité.
L'image ci-contre présente une coupe verticale de la fosse d'Aix, appelée fosse no 2 depuis l'acquisition qu'en a faite, en 1868, la Compagnie de Liévin. Cette coupe donne les travaux exécutés par la Société d'Aix qui ne s'étendent que jusqu'à la profondeur de 205 mètres, et les travaux effectués ensuite par la Compagnie de Liévin jusqu'à la profondeur de 400 mètres.

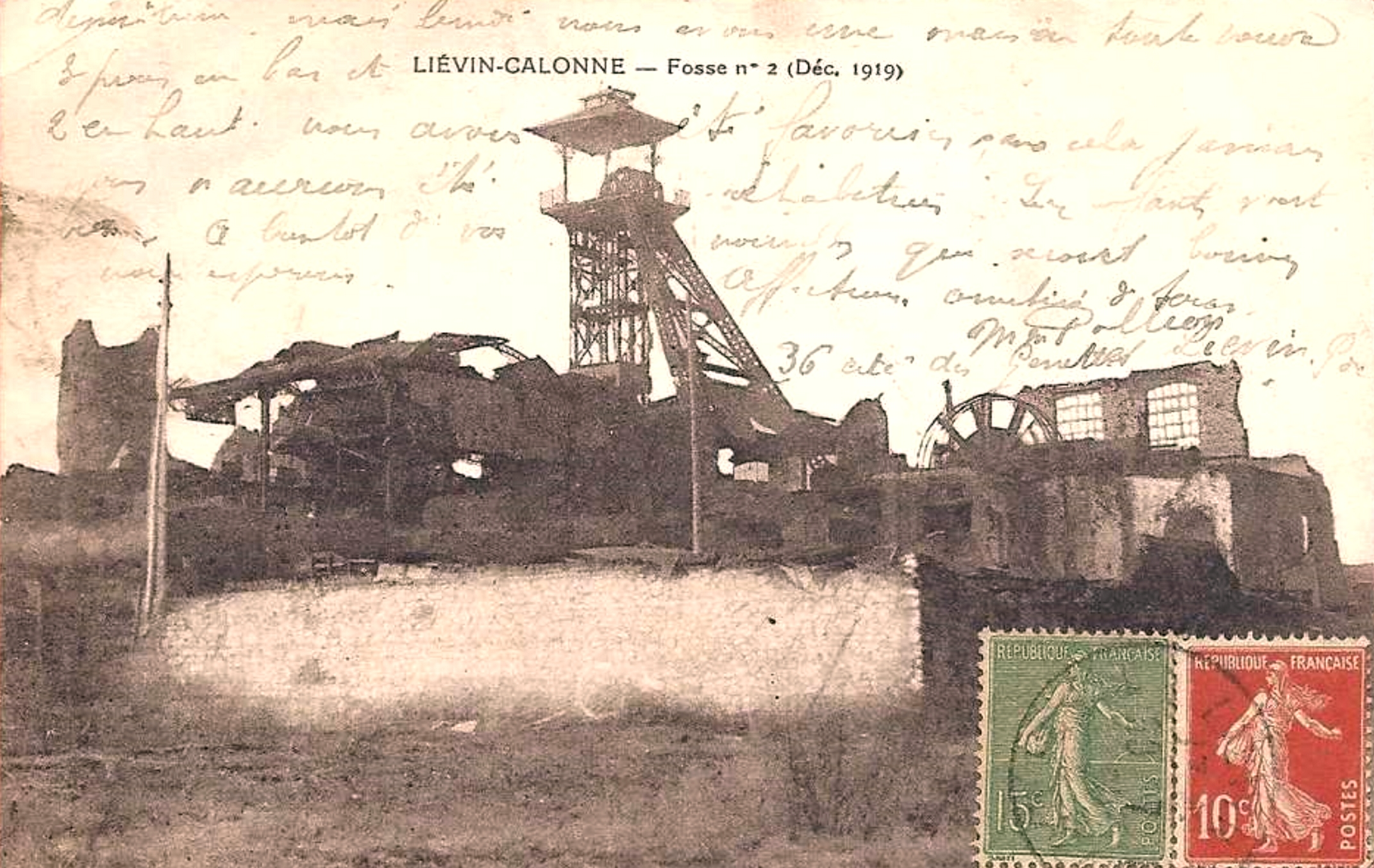
La fosse no 2 en décembre 1919.

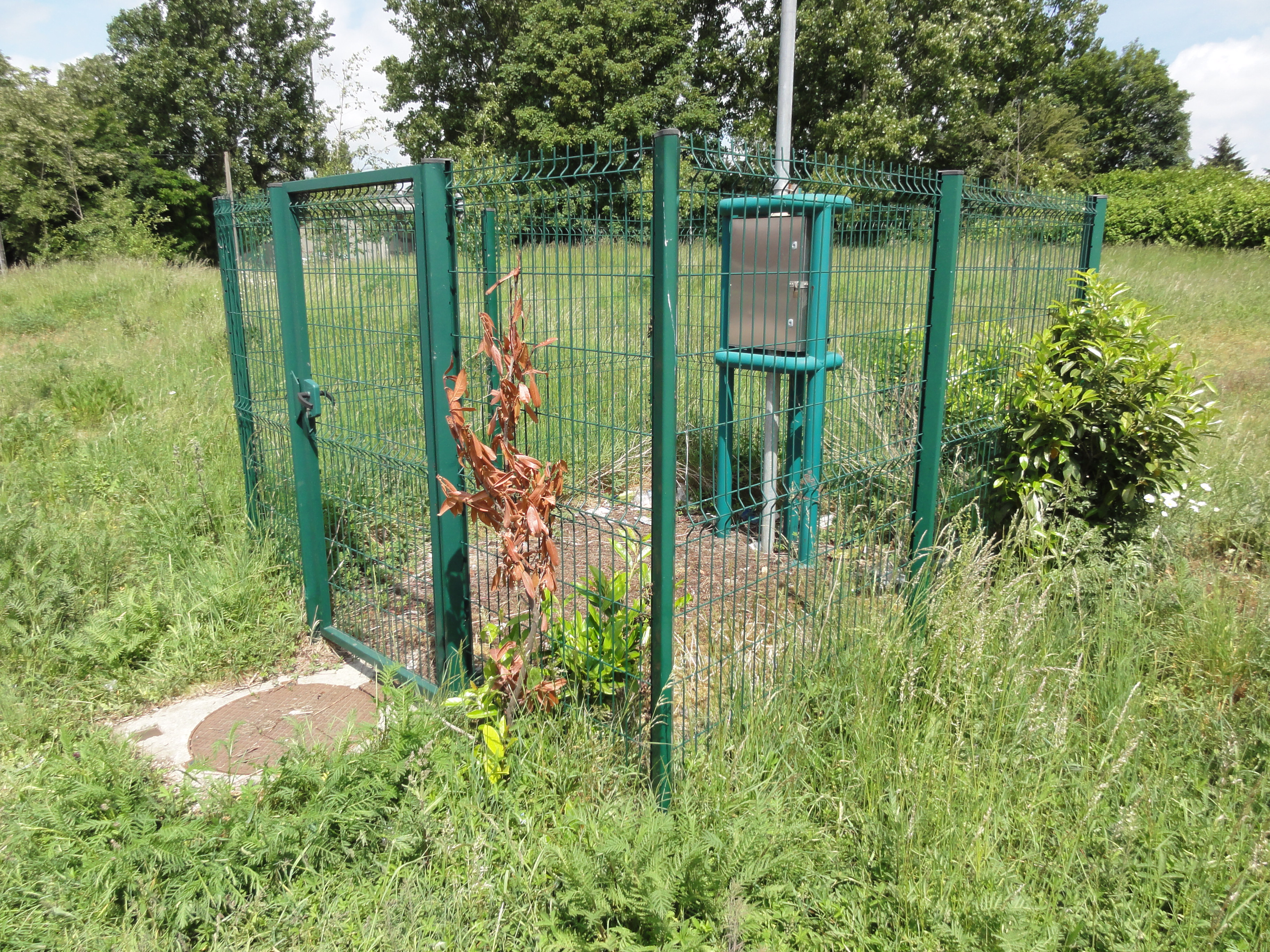
La tête de puits matérialisée no 2 et son exutoire de grisou en 2011.

La Compagnie des mines de Liévin a repris la fosse qui est devenu son puits no 2 en 1868, mais l'abandonne en 1876. le puits continue toutefois d'assurer l'aérage pour le siège no 1 - 5 de Liévin mais n'est pas relié aux autres fosses par le chemin de fer. Un terril, no 71 dit « 2 de Liévin » est établi au nord-nord-ouest de la fosse (50° 25′ 59″ N, 2° 45′ 11″ E). Dans les années 1890, la fosse est utilisée par la Compagnie pour effectuer des travaux de reconnaissance afin d'explorer les plateures situées à l'ouest de la concession. Les accrochages sont établis aux profondeurs de 160, 192, 222, 253, 301, 392, et 542 mètres de profondeur. Le puits est profond de 552,90 mètres. La fosse no 2 est reprise en 1904 et forme le 2 - 5 - 5 bis de Liévin. Des cités sont construites pour loger les mineurs travaillant dans les mines de Liévin. Durant la Première Guerre mondiale, la fosse no 2 est la seule de la Compagnie à ne pas avoir été détruite. Elle assure ensuite l'aérage.
La Compagnie des mines de Liévin remblaye le puits no 2, profond de 601,50 mètres, en 1936, soit avant la nationalisation,. Les installations sont détruites. En 1985, les maisons construites par la Société d'Aix, établies en un long coron, sont détruites. Au début du XXIe siècle, Charbonnages de France a matérialisé la tête de puits, ce qui permet sa surveillance par le BRGM. Un exutoire de grisou a été installé. Vers 2006, un magasin de hard-discount Lidl s'installe sur une partie du carreau de fosse située à l'ouest du puits.